# Software

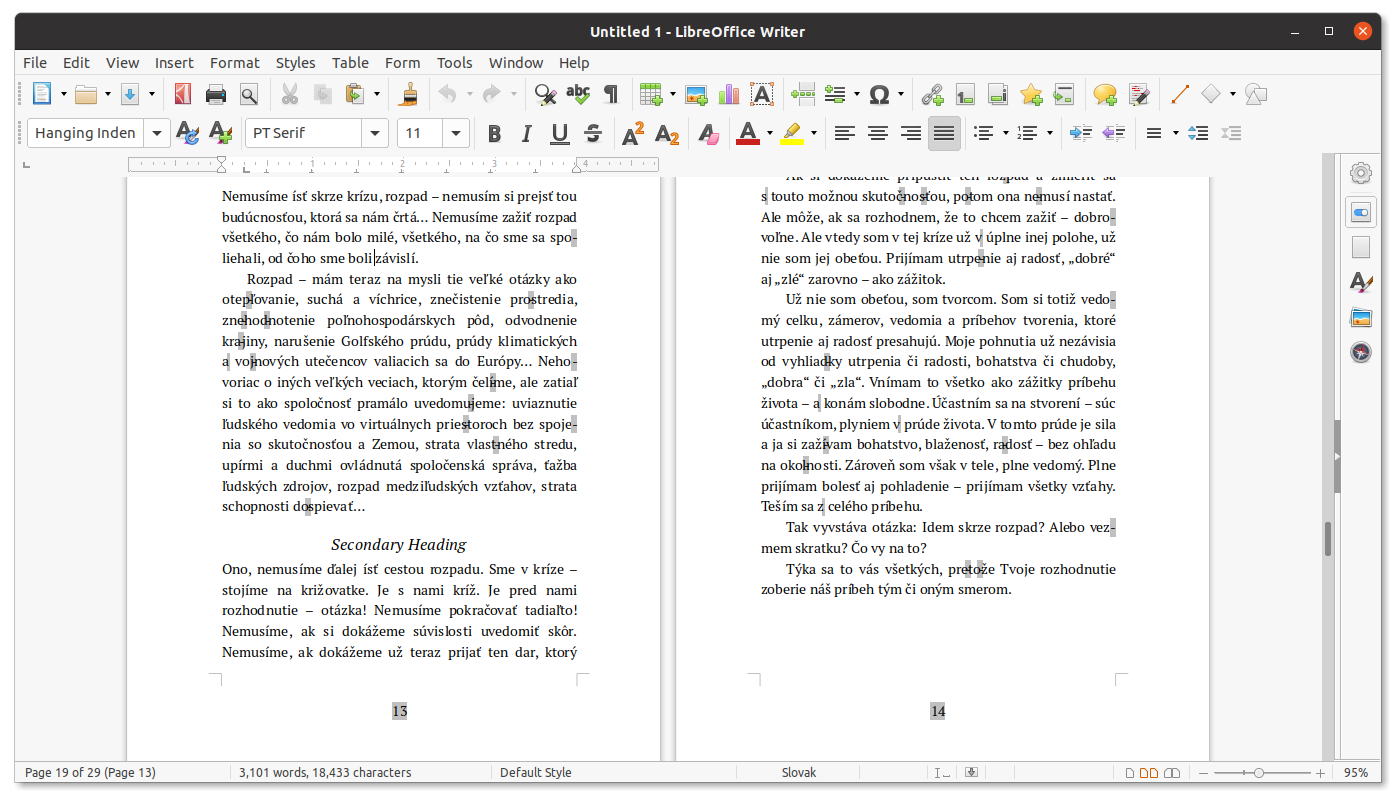
Textový procesor Writer z kancelářského balíku LibreOffice.

Software (též česky programové vybavení, někdy psáno též počeštěně softvér) je v informatice sada všech počítačových programů používaných v počítači, které provádějí nějakou činnost. Software lze rozdělit na systémový software, který zajišťuje chod samotného počítače a jeho styk s okolím a na aplikační software, se kterým buď pracuje uživatel počítače nebo zajišťuje řízení nějakého stroje (viz embedded system).
Software je protiklad k hardwaru, který zahrnuje všechny hmatatelné součásti počítače (elektronické obvody, skříň, grafické karty, atd.).
Jelikož software je zpravidla považován za autorské dílo, koncoví uživatelé ho využívají na základě licencí od jejich autorů.

## Terminologie
Definici ani rozdělení softwaru není možné zcela přesně určit, protože existuje velmi mnoho pohledů na to, jak by měla být provedena. Dále se diskutuje o některých aspektech.

### Software a data
Software můžeme definovat i tak, že to je v počítači vše, co není hardware (tj. vše kromě fyzických součástí počítače). Avšak v tomto případě zahrnujeme mezi software i data, která typicky není možné vykonat procesorem, protože neobsahují strojové instrukce pro procesor počítače, ale data popisují obrázek, textový dokument a podobně. Označení software se tak někdy vztahuje jen na programy, ale může se vztahovat i na data.
V některých případech lze však na data pohlížet i jako na program (například programy zkomprimované do ZIP souboru). Hranice mezi výkonným softwarem (programem) a daty je nejasná i v případě HTML souborů obsahujících webové stránky, protože v nich může být úryvek programu v JavaScriptu nebo jazyce PHP. Lze nalézt i další příklady.

### Škodlivý software
Software může provádět i nezamýšlenou činnost a v takovém případě hovoříme buď o programátorské chybě nebo o počítačových virech, malwaru, spywaru, trojských koních a podobném nežádoucím softwaru. Důvodem existence nežádoucího softwaru jsou zlé nebo nečestné úmysly jejích tvůrců, kteří zneužívají chyb ostatního softwaru (webový prohlížeč, e-mailový klient, ale i v operačním systému a jinde) nebo neznalosti obsluhy počítače (viz sociální inženýrství). Běžný uživatel počítače obvykle nemá dostatečné technické znalosti, aby takový software rozeznal nebo dokonce zabránil v jeho činnosti. Proto existují antivirové programy, antispyware a další programy, které leží na pomezí aplikačního a systémového softwaru a pokouší se činnost nežádoucího softwaru eliminovat.

## Dělení softwaru
Podle funkce můžeme software rozdělit na několik skupin:
- systémový software – umožňuje efektivní používání počítače
  - firmware – software obsažený v hardwaru (BIOS, firmware vstupně-výstupních zařízení…)
  - operační systém – spravuje počítač, vytváří prostředí pro programy
    - jádro operačního systému (včetně ovladačů zařízení)
    - pomocné systémové nástroje – pro správu operačního systému (formátování disků, nastavení oprávnění, utility, démoni…)
- aplikační software – umožňuje uživateli vykonávat nějakou užitečnou činnost, například:
  - kancelářské balíky: textový editor, tabulkový procesor, prezentační program…
  - grafické programy: vektorový grafický editor, rastrový grafický editor…
  - vývojové nástroje: vývojové prostředí, překladač…
  - zábavní software: počítačové hry, přehrávače digitálního zvuku a videa apod.
  - řídící (pracovní) software: řízení strojů, informačních systémů, vlakového provozu, apod.

Podle finanční dostupnosti můžeme software rozdělit na:
- freeware
- shareware
- komerční software

Retail verze softwaru je tzv. krabicová verze softwaru, která může být nainstalována na libovolný počítač. Může být tedy současně nainstalována vždy jen na jednom počítači, nebo podle počtu licencí na více počítačích, je však možno ji libovolně přenášet z počítače na počítač.[zdroj?]
Lze vymyslet i různá další rozdělení podle druhu, účelu, vzhledu, funkčnosti – například oddělit softwarové knihovny.
Z hlediska bezpečnosti se používají kategorie jako například malware (škodlivý software), ransomware (vyděračský software), spyware (špehovací software). Existují i další skupiny jako adware (reklamní software). Nechtěný předinstalovaný software se nazývá bloatware.